# 임준혁 (가수)
임준혁(1993년 7월 17일 ~ )은 대한민국의 가수이다.

## 방송
- 2017년 KBS2 《아이돌 리부팅 프로젝트 더 유닛》
- 2022년 JTBC 《싱어게인2》
- 2024년 Mnet 《빌드업 : 보컬 보이그룹 서바이벌》